# محمد صولة
محمد صالح علي صولة (ولد في 29 يوليو 1993 في طرابلس، ليبيا) لاعب كرة قدم دولي ليبي يجيد اللعب في مركز الجناح الأيسر وبدرجة أقل الوسط المهاجم والوسط الأيسر. يلعب حاليا لصالح القادسية الكويتي الذي ينافس في الرابطة التونسية المحترفة الأولى منذ 2020.